# フクロツルタケ
フクロツルタケ（袋鶴茸、学名: Amanita volvata）は、ハラタケ目テングタケ科テングタケ属に属する中型のキノコ。子実体はすんぐりした姿で袋状のツボが目立ち、全体が綿クズ状の小鱗片に被われ、さわると白色からゆっくり赤茶色に変わるのが特徴。1本誤食するだけで致死量となる猛毒のキノコだが、毒成分は明らかになっていない。

## 名前
和名「フクロツルタケ」の由来は、ツルタケ（Amanita vaginata）のようにツバがなく、柄の基部に大きな厚い袋状のツボを持つことから名付けられている。ツルタケと名前は付くものの、テングタケ亜属ツルタケ節に属するツルタケとは亜属の単位で異なり縁遠い種である。
学名の種小名 volvata は「袋状の」という意味で、根元にある大きなツボに由来する。

## 生態
日本、中国、ロシア沿海州、北アメリカに分布する。
外生菌根菌（菌根性）。夏から秋にかけて、主にコナラやスダジイなどのブナ科広葉樹林の樹下に生えることが多い。特に真夏の暑い時期でも盛んに発生する。他のテングタケ科同様に樹木の根と外生菌根を形成し栄養や抗生物質のやり取りなどを行う共生関係にあると考えられている。子実体はブナ科広葉樹林床で見つかる例が多いが、まれにマツ科針葉樹林でも見つかる。生態的にも複数種が混同されている可能性があるが、よくわかっていない。

## 形態
形態的に酷似した種が何種かありフクロツルタケ（広義）として記載する。
子実体は傘と柄からなり、ツルタケという名前にしてずんぐりとしたもので、白色だが傘は褐色の鱗片に覆われる。傘の直径は5–8センチメートル (cm) 程度、はじめは鐘形でのちに平らに開く。傘の色は白色から帯褐色で、表面には白色から紅褐色の粉状、もしくは綿クズ状になったツボの破片が鱗片状に多数付着し、ときに大きなツボの名残がついていることもある。傘の縁には条線は確認できないものからはっきりと見えるものまで差があり、別種ではないかと見られている。狭義のフクロツルタケは条線が無い、もしくはごく短いとされることが多い。また、傘の縁にツバの欠片を垂らすものもある。ヒダは白色で、のちに淡紅褐色で密に配列し、柄に対して離生する。
柄は白色で太く、糸くず状の小鱗片を付着させるかささくれ状になり、ツバは基本的に無いか、痕跡程度にとどまる。柄の根元は太く、白色のツボは深い膜質で大きくよく目立つ。肉は変色性があり、傷つけると白色からしだいに淡紅色に変化するのが特徴。
全体に、傘や柄の鱗片の状態により、見た目の雰囲気が変わりやすいキノコともいわれている。

## 毒性
フクロツルタケなどのテングタケ属は、猛毒をもつキノコが多く含まれていて、食毒がわかっていないキノコもある。
フクロツルタケ（広義）によると見られる死亡例が報告されており、近縁種も含めて毒キノコとして扱うのが無難。毒成分は不明だが、誤食すると激しい胃腸系（嘔吐、下痢）および神経系（言語障害など）の中毒症状を起こし、内臓の細胞が破壊され腎臓、肝臓などの臓器に障害が出て、死に至る。

## 類似種
鱗片やツボの形状、傘の条線の長さ、ツバの有無、柄の鱗片の多少、肉の変色性などからフクロツルタケ（広義）とされているものには、幾つかの種が含まれていることが指摘されている。
シロウロコツルタケ（Amanita cralisquamosa）は傘は縁に条線を持ち、フリルのようなものが付く。肉の赤変性は無いとされることが多い。図鑑によっては、シロウロコツルタケの別名をフクロツルタケとしている。
アクイロウロコツルタケ（Amanita avellaneosquamosa）は傘の縁に比較的長い条線を持つ。アクイロも変色性は無いとされる。
顕微鏡観察も含めた形態観察にDNA解析も組み合わせた結果では日本産のフクロツルタケ（広義）には少なくとも5ないし6系統が含まれており、形態的特徴だけでは分類できないものもあったという。
カラカサタケ（Macrolepiota procera、ハラタケ科）ヤオオシロカラカサタケ（Chlorophyllum molybdites、ハラタケ科）に若干似る。カラカサタケ類は傘に大量の破片を付け、柄にはツバを持つ。基部も膨らむこともあるが本種のようなツボ構造にはなっていない。また、ひだの柄への付き方も異なり、成長するとひだの色も変わる。生態面でも腐生菌で樹木と共生はしていないと考えられ子実体は草原等でも発生する。
見間違えそうなものに有毒のシロテングタケ（Amanita neoovoidea）が挙げられるが、フクロツルタケのように肉は変色しない。

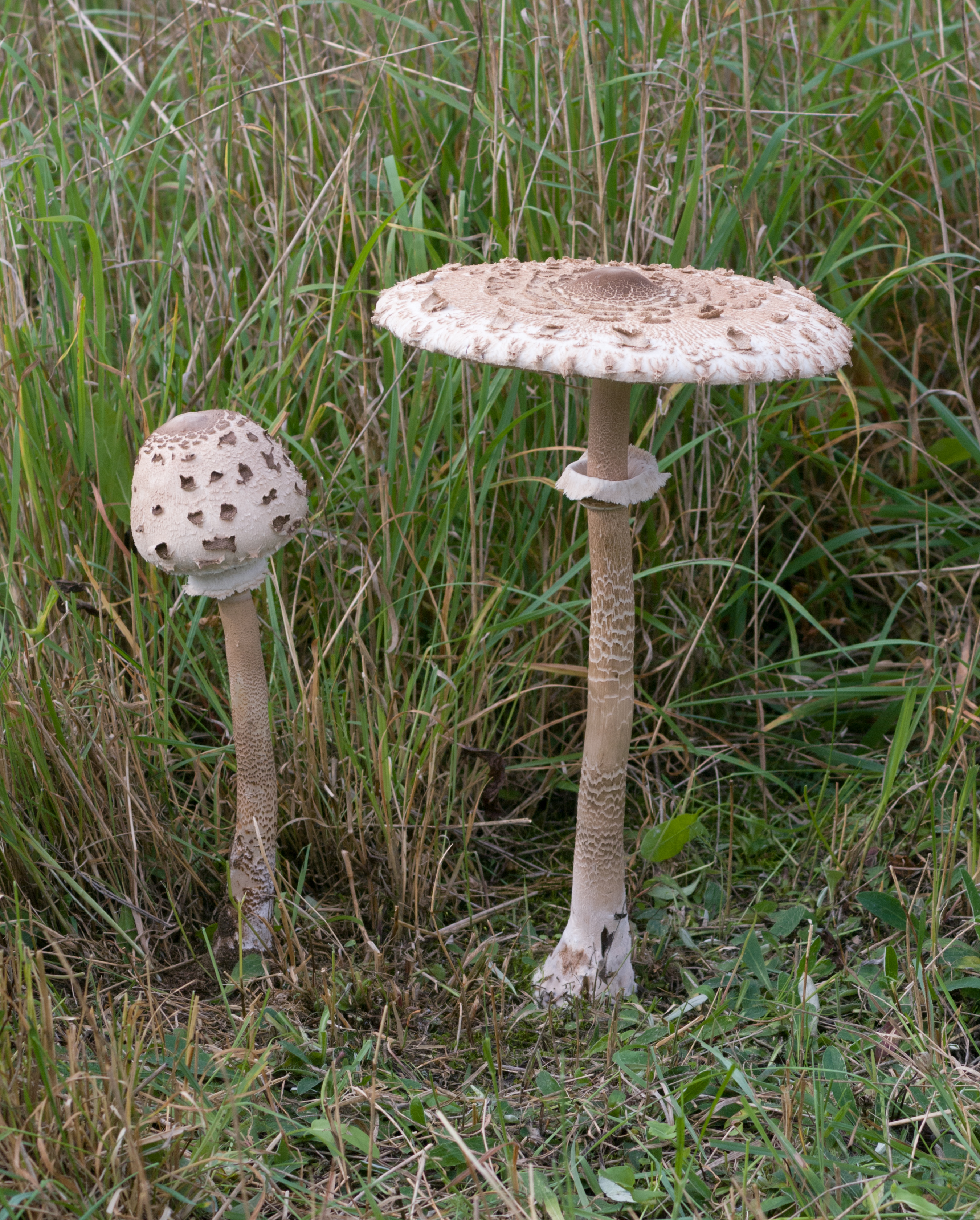
参考：カラカサタケ
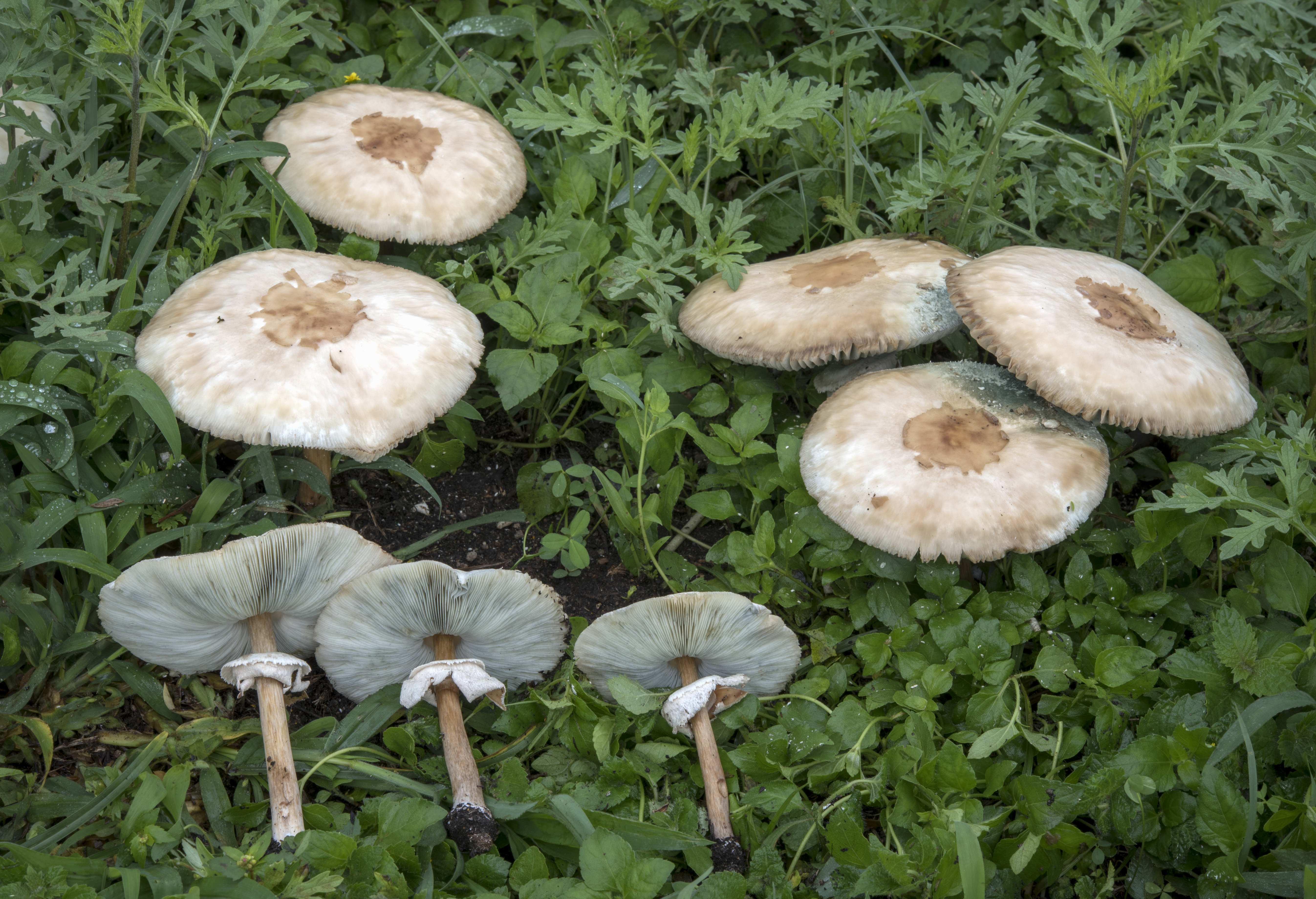
参考：オオシロカラカサタケ
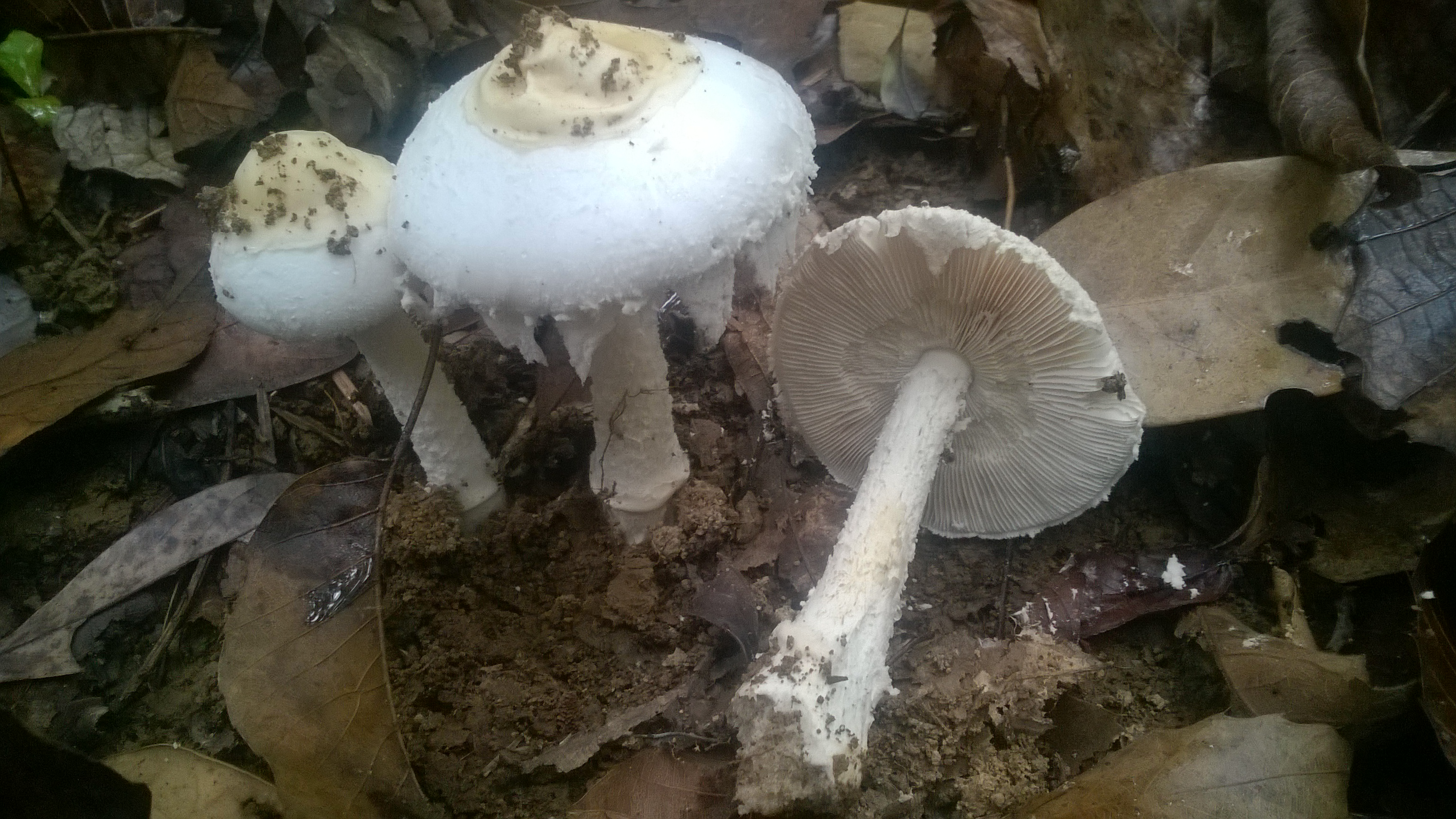
参考：シロテングタケ